# الخاندرو شیاپارلی
الخاندرو شیاپارلی (انگلیسی: Alejandro Schiapparelli؛ زادهٔ ۱۶ مهٔ ۱۹۸۰) بازیکن فوتبال اهل آرژانتین است.
از باشگاه‌هایی که در آن بازی کرده‌است می‌توان به باشگاه فوتبال بلومینگ اشاره کرد.